# Миранд (округ)
Миранд (фр. Mirande) — округ (фр. Arrondissement) во Франции, один из округов в регионе Юг-Пиренеи. Департамент округа — Жер. Супрефектура — Миранд.
Население округа на 2006 год составляло 37 795 человек. Плотность населения составляет 22 чел./км². Площадь округа составляет всего 1686 км².

## Кантоны округа
- Марсьяк
- Масёб
- Миранд
- Монтескью
- Мьелан
- Плезанс
- Рискль
- Эньян

## Коммуны округа
- Аверон-Бержель
- Аже
- Арблад-ле-Ба
- Армантье
- Армуз-э-Ко
- Арруэд
- Базюг
- Баркюньян
- Барс
- Барселон-дю-Жер
- Бассу
- Безю-Бажон
- Беккас
- Бельгард
- Берду
- Бернед
- Бетплан
- Блуссон-Серьян
- Бомарше
- Бузон-Жельнав
- Вергуаньян
- Верлю
- Виллекомталь-сюр-Арро
- Вьелла
- Вьозан
- Газакс-э-Баккарисс
- Гальакс
- Гу
- Дюффор
- Же-Ривьер
- Жуйак
- Жю-Беллок
- Идрак-Респайе
- Изотж
- Кабас-Лумассе
- Казо-Вильконталь
- Канне
- Кастекс
- Кастельнавет
- Кастельно-д’Англе
- Каюзак-сюр-Адур
- Клермон-Пуигийес
- Комон
- Корнейан
- Кулуме-Мондба
- Курти
- Кюэла
- Л’Иль-де-Ноэ
- Лаас
- Лабартет
- Лабежан
- Лавераэ
- Лагард-Ашан
- Лагьян-Мазу
- Ладевез-Виль
- Ладевез-Ривьер
- Лалан-Арке
- Ламазер
- Ланнюкс
- Лассерад
- Лелен-Лапюжоль
- Луберсан
- Лурти-Монбрен
- Лусус-Дебат
- Люпьяк
- Малабат
- Мана-Бастану
- Манан-Монтане
- Маргуэ-Мейм
- Марсейан
- Марсьяк
- Маскарас
- Массеб
- Мирамон-д’Астарак
- Миранд
- Молишер
- Момюссон-Лагьан
- Мон-д’Астарак
- Мон-де-Марраст
- Монбардон
- Монкассен
- Монклар-сюр-Лосс
- Монлезен
- Монлор-Берне
- Монпардьяк
- Монтегю-Арро
- Монтескью
- Монти
- Монто
- Муше
- Мьелан
- Ожан-Мурнед
- Окс-Осса
- Орансан
- Оссос
- Палланн
- Панассак
- Пейрюсс-Вьей
- Пейрюсс-Гранд
- Плезанс
- Понсампер
- Понсан-Субиран
- Прешак-сюр-Адур
- Прожан
- Пуидраген
- Пуилебон
- Рикур
- Рискль
- Сабазан
- Садейян
- Самбуэ
- Саркос
- Саррагюзан
- Саррагаши
- Сегос
- Сен-Бланкар
- Сен-Дод
- Сен-Жерме
- Сен-Жюстен
- Сен-Кристо
- Сен-Мартен
- Сен-Медар
- Сен-Мишель
- Сен-Мон
- Сен-Мор
- Сен-Ост
- Сен-Пьер-д’Обези
- Сент-Арроман
- Сент-Еликс-Тё
- Сент-Они-Лангрос
- Сент-Оранс-Казо
- Совьяк
- Сьерак-э-Флуре
- Тарсак
- Таск
- Терм-д’Арманьяк
- Тийак
- Тронсан
- Турдэн
- Тьест-Юранюкс
- Фюстеруо
- Эньян
- Эсклассан-Лабастид
- Эстамп
- Эстипуи